# Jules Champfleury
Jules François Felix Fleury-Husson, mest känd under pseudonymen Jules Champfleury, född 10 september 1821 i Laon och död 6 december 1889, var en fransk författare och konsthistoriker.
Som romanförfattare anslöt sig Champfleury till den under mitten av 1800-talet rådande realismen i fransk litteratur och blev dess mest bemärkte företrädare. Bland hans romaner märks Chien-Caillou (1847), Les souffrances du professeur Delteil (1853), Les bourgeois de Molinchart (1855), samt Le violon de faïence (1862). 
Bland Champfleurys konst- och litteraturhistoriska produktion märks Le frères Le Nain (1852, ny upplaga 1862), Le réalisme (1857), Histoires de faïences patriotiques sous la révolution (1866).